# Небкара
Небкара — имя египетского фараона Древнего царства, который предположительно принадлежал к III династии. Хотя имя Небкара встречается в ряде современных ему источников, существование данного правителя является предметом споров среди египтологов.

## Попытки идентификации
Различными египтологами предпринимались попытки идентифицировать его с правителями, известными по другим источникам. Ю. фон Бекерат и  Р. Ханнинг предположили, что Небкара или Неферкара — личное имя фараона, которого Манефон в своей «Истории Египта» назвал Месохрис. Их поддержал Т. Шнайдер, датируя правление Неферкара (Месохриса) 2690 годом до н. э., считая, что Неферкара и Небкара правили между фараонами Худжефа II и Хуни. Однако против подобной идентификации выступил египтолог К. Тайс, который высказал предположение, что Месохрис — это ещё одна греческая форма имени фараона Микерина, поскольку по традиции, заложенной Иосифом Флавием, третья династия смешана с четвёртой. 